# Витория Фарнезе д'Есте
Вижте пояснителната страница за други личности с името Витория Фарнезе.
Витория Фарнезе (на италиански: Vittoria Farnese; * 29 април 1618, Парма; † 10 август 1649, Модена) е принцеса от фамилията Фарнезе от Херцогство Парма и чрез брак херцогиня на Модена и Реджо като втора съпруга на Франческо I д’Есте.

## Произход
Дъщеря е на Ранучо I Фарнезе (1569 – 1622), херцог на Парма и Пиаченца, и на съпругата му принцеса Маргерита Алдобрандини (1585 – 1646). От страна на баща си е внучка на Алесандро Фарнезе, херцог на Парма и Пиаченца и на Мария д'Авиз, инфанта на Португалия, а по майчина – на Джанфранческо Алдобрандини, княз на Росано, и на Олимпия Алдобрандини, племенници на папа Климент VIII. Има осем братя и сестри, сред които:
- Алесандро (* 1610, †  1630), глухоням
- Одоардо I (* 1612 † 1646), херцог на Парма и Пиаченца, съпруг на Маргарита де Медичи
- Мария Катерина (* 1615, † 1646), херцогиня на Модена като съпруга на Франческо I д’Есте
- Франческо Мария (* 1619, † 1647), кардинал.

Има и един полубрат и една полусестра от извънбрачна връзка на баща ѝ.

## Биография
През 1631 г. се омъжва за Франческо I д'Есте, херцог на Модена и Реджо, вдовец на сестра ѝ Мария Катерина. След сватбата двойката пристига в Модена. В чест на новия брак на херцога поетите Джулиано Касиани и Фламинио Калви пишат няколко стихотворения. По време на тържествата е поставен балетът „La Vittoria d'Imeneo“, дело на композитора Бенедето Ферари в тяхна чест. 
Успява да спечели уважението на своите поданици за своето благочестие и щедрост. Херцогиня е на Модена и Реджо само година: умира на 10 август 1649 г., два дена след раждането на единственото си дете (дъщеря).  Погребана е в църквата „Сан Винченцо“ в Модена. 
Дъщеря ѝ Витория умира на почти 7 г. Франческо сключва трети брак с Лукреция Барберини в Лорето през октомври 1654 г.

## Брак и потомство
∞ 1631 в Парма за Франческо I д'Есте (* 6 септември 1610, Модена; † 14 октомври 1658, Сантия), херцог на Модена и Реджо (1629 – 1658), от когото има една дъщеря:
- Витория д'Есте (* 8 август 1649, † 26 юли 1656[7][8])